# Zingiber mioga
Zingiber mioga é uma planta da família das Zingiberaceae.
Mioga é o botão de flor de uma planta típica da Ásia, o gengibre-mioga (Zingiber mioga), que pertence à mesma família do gengibre. Sua consistência e utilização lembra muito o gengibre e o alho, e apresentam um sabor levemente apimentado.